# Гетеросексуальный союзник

Флаг гетеросексуальных союзников

Гетеросексуа́льный сою́зник (от англ. heterosexual ally) — гетеросексуальный и цисгендерный человек, который выступает за гендерное равенство и равные гражданские права для ЛГБТ, участвует в социальных движениях ЛГБТ, борясь с лесбофобией, гомофобией, бифобией и трансфобией.

## Организации гетеросексуальных союзников в мире
В большинстве ЛГБТ-организаций участвуют гетеросексуалы и цисгендерные люди. Так, например, Альянсы геев и гетеросексуалов — независимые от государства и школьных администраций молодежные организации, объединяют ЛГБТ-студентов и их союзников. Их цель — вместе создавать платформу для активизма в борьбе с гомофобией. Есть также группы, которые объединяют ЛГБТ-сообщество для совместной работы с гетеросексуальными союзниками. PFLAG, организация, основанная в 1973 году Жанной Манфорд, объединяет ЛГБТ с родителями, семьями и всеми людьми, разделяющие идеи гендерного равенства. В 2007 году PFLAG запустила новый проект Straight for Equality, чтобы помочь большему количеству союзников вовлечься в ЛГБТ-движение на рабочем месте, в здравоохранении и в религиозных сообществах.

## Стадии союзничества
Политолог Закари Таггл выделяет три этапа в процессе становления гетеросексуального союзника:
- Первая стадия союзничества коренится в личных интересах. В данном случае гетеросексуальный союзник полностью сосредоточен на ЛГБТ-родных или друзьях (тех, кого он любит, кто ему близок). Это проявление союзничества не обязательно вредно, но, поскольку оно не решает глобальные проблемы, его эффективность ограничена. Например, родители могут поддерживать своих ЛГБТ-детей, но при этом не одобрять ЛГБТ-движение как таковое.
- Вторая стадия — гетеросексуальный союзник, стремящийся к альтруизму, желающий помочь всем, кто в этой помощи нуждается. Это более развитая стадия, чем первая, потому что мотивация союзника направлена на борьбу с угнетением всей группы, а не только одного человека.
- Третья стадия — гетеросексуальный союзник, который борется за социальную справедливость. Главной движущей силой этого этапа прежде всего является уважение к угнетенным и стремление изменить социальные традиции или законодательство, чтобы дать ЛГБТ равные гражданские права.

## Влияние на политику
Исследования показывают, что поддержка со стороны селебрити или политической элиты положительно влияет на цели любого общественного движения. Сотрудничество такого рода часто бывает эффективным, хотя и корыстным: высокопоставленные чиновники нередко позиционируют себя как гетеросексуальных союзников, чтобы заручиться поддержкой ЛГБТ-сообщества. Звезды (популярные актеры, музыканты и т. д.) могут делать то же самое для поддержания своей популярности. Надо понимать, что основная роль гетеросексуальных союзников заключается в обеспечении широкой поддержки целей общественного движения, а также насаждение идей гендерного равенства в своих социальных группах.